# Diego Junqueira
Diego Junqueira (Tandil, 28 dicembre 1980) è un allenatore di tennis ed ex tennista argentino.
Attivo soprattutto nei circuiti minori, ha vinto sei tornei in singolare e tre in doppio del circuito Challenger. Il suo miglior ranking ATP in singolare è stato il 68º posto raggiunto nel marzo 2009, mentre in doppio si è spinto fino al 156º posto nel settembre 2010.
In singolare è entrato nei tabelloni principali di alcuni tornei del circuito maggiore e non ha mai vinto più di un match a torneo. Fa il suo esordio in una prova del Grande Slam all'Open di Francia 2008, concede cinque soli giochi a Mannarino ed esce al secondo turno per mano di Ljubičić. Raggiungerà il secondo turno anche all'Open di Francia 2009 e agli US Open 2011.
Disputa gli ultimi tornei tra i professionisti nel 2013 e si dedica alla carriera di allenatore. Sotto la sua guida, Juan Mónaco raggiunge le finali allo Swiss Open Gstaad nel 2014 e all'Argentina Open nel 2015. In seguito allena Federico Delbonis nel periodo in cui Delbonis vince la prima storica Coppa Davis con l'Argentina nell'edizione 2016 e il torneo ATP Grand Prix Hassan II di quello stesso anno. In tempi più recenti inizia ad allenare Juan Pablo Varillas.

## Statistiche

### Tornei minori

#### Singolare

##### Vittorie (11)
| Legenda tornei minori |
| Challenger (6)        |
| Futures (5)           |

| N. | Data             | Torneo                                   | Superficie  | Avversario in finale | Punteggio     |
| 1. | 5 febbraio 2006  | Aberto de Florianópolis, Florianópolis   | Terra rossa | Gorka Fraile         | 3-6, 6-1, 7-6 |
| 2. | 18 maggio 2008   | Sanremo Tennis Cup, Sanremo              | Terra rossa | Máximo González      | 6-2, 6-4      |
| 3. | 20 luglio 2008   | Riviera di Rimini Challenger, Rimini     | Terra rossa | Walter Trusendi      | 6-4, 6-3      |
| 4. | 31 agosto 2008   | Città di Como Challenger, Como           | Terra rossa | Daniel Köllerer      | 2-0, ritiro   |
| 5. | 28 novembre 2010 | Challenger de Buenos Aires, Buenos Aires | Terra rossa | Juan Pablo Brzezicki | 6-1, 6-2      |
| 6. | 15 maggio 2011   | Zagreb Open, Zagabria                    | Terra rossa | João Souza           | 6-3, 6-4      |

#### Doppio

##### Vittorie (9)
| Legenda tornei minori |
| Challenger (3)        |
| Futures (6)           |

| N. | Data             | Torneo                      | Superficie  | Compagno                 | Avversari in finale             | Punteggio        |
| 1. | 3 settembre 2005 | Kiev Challenger, Kiev       | Terra rossa | Martín Vassallo Argüello | Lukáš Dlouhý Jan Mertl          | 6-4, 6-2         |
| 2. | 8 maggio 2010    | Sanremo Tennis Cup, Sanremo | Terra rossa | Martín Vassallo Argüello | Carlos Berlocq Sebastián Decoud | 2-6, 6-4, [10-8] |
| 3. | 20 ottobre 2012  | Copa Cordoba, Villa Allende | Terra rossa | Facundo Bagnis           | Ariel Behar Guillermo Durán     | 6-1, 6-2         |